# Banco Macro
Banco Macro é um banco de capital privado argentino. Começou a operar em 1988 como instituição bancária e conta com uma ampla rede de agências e caixas eletrônicos em todo o país, permitindo que ofereça serviços bancários a uma ampla base de clientes. Atualmente, é um dos maiores bancos da Argentina.

## História
Banco Macro iniciou suas atividades como instituição financeira não bancária com a aquisição da financeira Macro durante o Processo de Reorganização Nacional em 1976 por Mario Brodersohn, José María Dagnino Pastore e Alieto Guadagni. Com fortes vínculos com o radicalismo, Jorge Brito, juntamente com seus sócios, comprou o Banco Macro quando um de seus proprietários era Mario Brodersohn, secretário de Hacienda de Raúl Alfonsín. Na época, tinha fortes conexões com a coordenadora radical, um grupo de dirigentes da UCR que ocuparam cargos importantes na área econômica, incluindo no Banco Central. Um dos golpes mais importantes do Banco Macro foi comprar dólares em grande quantidade em 6 de fevereiro de 1989, quando o Banco Central liberou o mercado cambial, desencadeando o processo de hiperinflação. Essa Sociedade de Bolsa era gerenciada por Chrystian Colombo, que na época tinha uma estreita relação com Enrique Nosiglia, líder radical que ocupou o cargo de chefe de Gabinete no governo de Fernando de la Rúa.
Em 1987, o Banco recebeu autorização do BCRA para operar como Banco Macro. Na época, fortaleceu sua relação com o governo radical de Raúl Alfonsín. Alguns chegaram a denominá-lo "o banco da Coordenadora", devido à relação muito próxima com o poderoso homem de sombras do poder radical, Enrique "Coty" Nosiglia. Após a implementação do Plano Primavera pelo governo de Alfonsín em 1988, o Macro comprou cerca de 3 milhões de dólares antes da desvalorização da moeda, uma manobra investigada pelo promotor Ricardo Molinas por uso de informação privilegiada resultante de seus contatos com o governo alfonsinista. Em janeiro de 1996, adquiriu participações acionárias dos bancos provinciais privatizados Banco de Misiones (93%), Banco de Salta (98%) e Banco de Jujuy (100%). Em dezembro de 2001, durante a crise econômica, graças a seus laços políticos, adquiriu 59,58% do capital social do Banco Bansud S.A. e em agosto do ano seguinte, adquiriu as 36 filiais do Scotiabank Quilmes. Durante 2003, o Banco Macro e o Banco Bansud se fundiram em uma única entidade.
Em 1998, tanto o presidente do grupo Macro, Jorge Brito, quanto o Banco Macro ficaram envolvidos em casos de lavagem de dinheiro e contrabando de armas para a Croácia e o Equador. Em relação à lavagem de dinheiro, uma investigação foi conduzida em um banco chamado Federal Bank, com o qual o Banco Macro tinha operações envolvendo a compra e venda de títulos e transferências de fundos. Em 2011, o Banco Macro foi multado em 1,4 milhão de pesos pela Unidade de Informação Financeira (UIF) por não relatar transações suspeitas de lavagem de dinheiro, sendo a quinta multa imposta ao banco desde 2010. O banco foi submetido a procedimentos disciplinares por violar as regulamentações de combate à lavagem de dinheiro e financiamento ao terrorismo. Em todos os casos, os valores das multas foram estabelecidos em estrita correspondência com os valores das transações suspeitas que não foram reportadas. Em março de 2014, o banco recebeu outra multa de mais de 800 mil pesos por facilitar a lavagem de dinheiro ao deixar de relatar transações suspeitas de lavagem de dinheiro, resultando em penalidades que totalizaram mais de 5 milhões de pesos apenas no ano de 2014. Em 2017, o banco enfrentou uma ação judicial por débitos não autorizados em contas de diferentes clientes. Além disso, durante a crise de 2001, o banco foi um dos que retiveram arbitrariamente fundos de seus clientes durante o corralito, como parte das medidas econômicas tomadas pelo governo de Fernando de la Rúa para evitar uma corrida bancária.
Em 2003, o Banco Macro e o Banco Bansud se fundiram em uma única entidade. Em 2000, Chrystian Colombo, então chefe de gabinete do governo da UCR de Fernando de la Rúa, começou a ser investigado por uma fraude de 12,5 milhões de dólares contra o Banco Nación e em benefício do Banco Macro, enquanto Colombo era executivo do grupo Macro, e isso aconteceu durante sua gestão como presidente do Nación. Então, Pedro Pou se absteve de ordenar as devidas apurações. Colombo era um dos principais líderes da UCR junto com Enrique Nosiglia. Durante vários anos, o caráter político do Macro foi denunciado, e no seu conselho figuraram Delfín Ezequiel Carballo e o delegado radical Enrique Nosiglia, Roberto Eilbaum. O Banco Macro foi um dos canais pelos quais fluxos oficiais de dinheiro foram direcionados para empresas da então família presidencial. Durante a crise de 2001, o banco foi um dos que retiveram o dinheiro de seus clientes durante o Corralito, como parte das medidas econômicas tomadas pelo governo de Fernando de la Rúa para conter a fuga de dinheiro do sistema bancário.

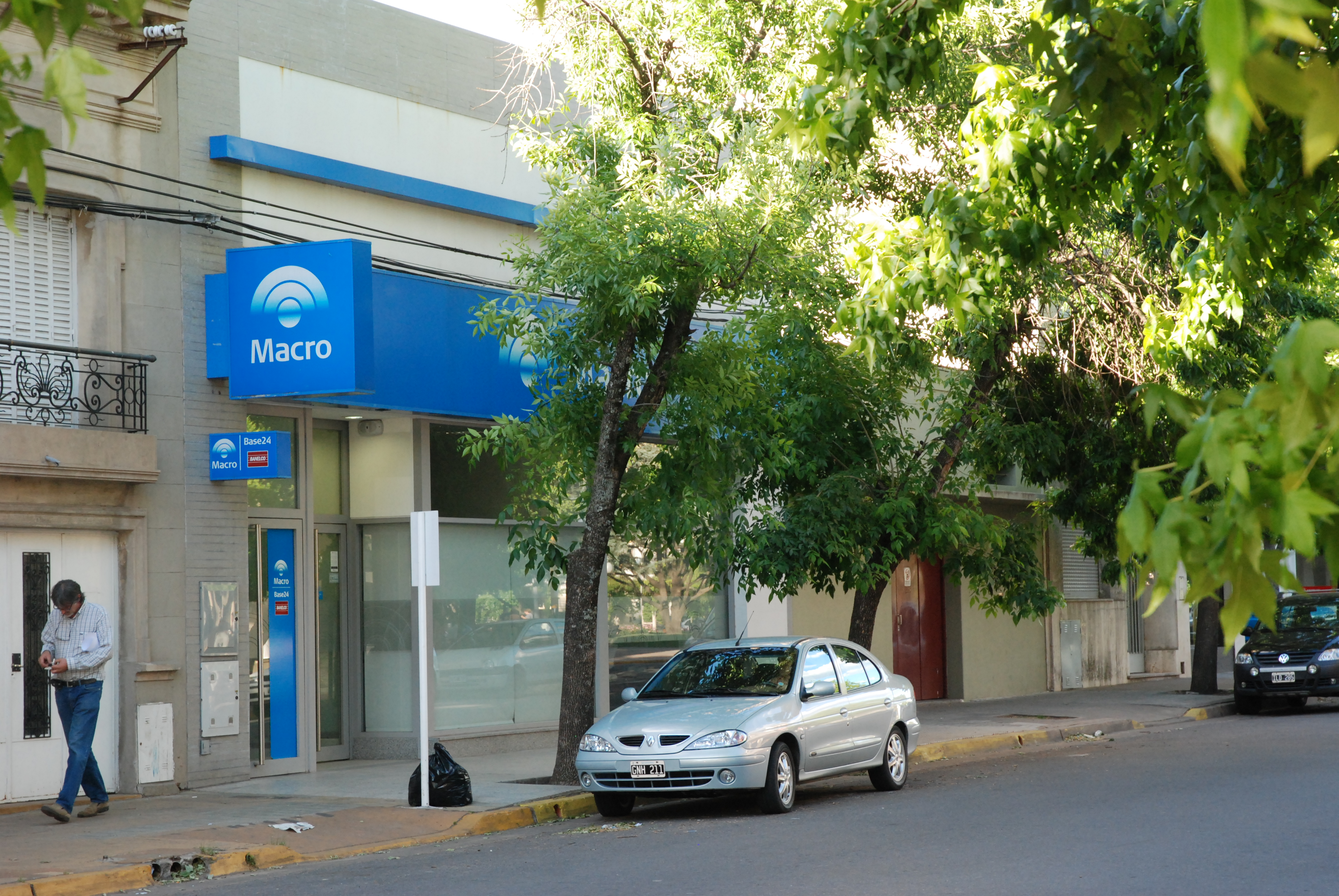
Agência do Banco Macro em Junín.

Em dezembro de 2004, o rebatizado Banco Macro Bansud adquiriu o Nuevo Banco Suquía S.A. e, em 2005, o Banco Empresario de Tucumán C.L. e o Banco del Tucumán. O Banco del Tucumán foi mantido (rebatizado Banco Tucumán) como agente financeiro da província. Em 2009, o Nuevo Banco Bisel S.A., que havia sido adquirido em 2006, foi fundido. Em setembro de 2010, o Banco Macro adquiriu o Banco Privado de Inversiones S.A. e foi um dos 32 contratantes milionários do Governo de Buenos Aires, figurando como patrocinador da fundação da vice-presidente argentina. Em setembro de 2010, o Banco Macro adquiriu o Banco Privado de Inversiones S.A., de modo que atualmente o grupo é composto pelo Banco de Tucumán, Macro Bank Limited, Macro Securities S.A. Sociedad de Bolsa, Macro Fiducia S.A., Banco Privado de Inversiones S.A. e Macro Fondos S.A. O Banco Macro e o Banco Tucumán fazem parte do mesmo grupo.
Em agosto de 2023, adquiriu a subsidiária Itaú Argentina do Itaú Unibanco por R$ 250 milhões.
Seu presidente é Delfín Jorge Ezequiel Carballo, que substituiu Jorge Horacio Brito após sua morte em um acidente aéreo em 20 de novembro de 2020.

## Rede de atendimento
O Macro é um dos bancos privados mais importantes da Argentina, com 506 pontos de atendimento. O Banco Macro utiliza caixas eletrônicos da rede Banelco. Atualmente, possui 1772 caixas eletrônicos e mais de 957 terminais de autoatendimento.

## Controvérsias
Jorge Brito, juntamente com seus sócios, comprou o Banco Macro, estabelecendo fortes vínculos com a facção radical política. Na época, um dos proprietários do banco era Mario Brodersohn, que atuou como Secretário do Tesouro no governo de Raúl Alfonsín. O banco tinha conexões bem estabelecidas com a coordenadora radical, um grupo de líderes da UCR (União Cívica Radical) que ocupavam posições importantes no setor econômico, incluindo o Banco Central. A corretora associada ao banco era gerenciada por Chrystian Colombo, que tinha uma relação próxima com Enrique Nosiglia, uma figura proeminente do partido radical e ex-Chefe de Gabinete durante o governo de Fernando de la Rúa.
Em 1987, o Banco Macro recebeu autorização do Banco Central para operar como banco, e seus laços com o governo radical de Raúl Alfonsín se fortaleceram ainda mais. Alguns até o chamavam de "o banco da Coordinadora" devido à sua relação próxima com Enrique "Coty" Nosiglia, uma figura poderosa dentro do partido radical, mas que atuava nos bastidores.
Durante a implementação do Plano Primavera em 1988, um plano do governo sob Raúl Alfonsín, o Banco Macro comprou cerca de 3 milhões de dólares antes da desvalorização da moeda, levando a uma investigação do promotor Ricardo Molinas por suspeitas de insider trading e uso de informações privilegiadas obtidas através de seus contatos com o governo de Alfonsín.
Em 2000, Chrystian Colombo, na época Chefe de Gabinete no governo da UCR de Fernando de la Rúa, passou a ser investigado por uma fraude de 12,5 milhões de dólares contra o Banco Nación em benefício do Banco Macro. Isso ocorreu enquanto Colombo era diretor no grupo Macro e durante seu mandato como presidente do Banco Nación. Pedro Pou, chefe do Banco Nación na época, se absteve de iniciar os procedimentos pertinentes. Colombo era um dos principais líderes da UCR, ao lado de Enrique Nosiglia. Por anos, houve acusações de que o Banco Macro era politicamente influente, e seu conselho incluía figuras como Delfín Ezequiel Carballo e o delegado do partido radical, Roberto Eilbaum. O banco supostamente era usado como um canal por meio do qual fundos oficiais fluíam para empresas ligadas à família presidencial da época.
Durante a crise de 2001, o Banco Macro foi um dos bancos que retiveram os fundos de seus clientes durante o Corralito, um conjunto de medidas econômicas tomadas pelo governo de Fernando de la Rúa para evitar uma corrida ao sistema bancário. No entanto, em 2002, quando a economia se estabilizou, o Banco Macro foi um dos primeiros bancos a devolver os depósitos a seus clientes.
Em 2011, o Banco Macro foi multado em 1,4 milhão de pesos pela Unidade de Informação Financeira (UIF) por não relatar operações suspeitas de lavagem de dinheiro. Essa foi a quinta multa imposta ao banco desde 2010. O banco também foi investigado por violar regulamentos de combate à lavagem de dinheiro (AML) e financiamento ao terrorismo (CFT). As multas foram proporcionais ao valor das transações suspeitas que não foram relatadas. Em março de 2014, o banco foi multado novamente, desta vez em mais de 800 mil pesos por facilitar a lavagem de dinheiro, omitindo relatar transações suspeitas, acumulando penalidades em 2014 de mais de 5 milhões de pesos.
Em 2015, a Comissão Nacional de Valores suspendeu as operações bancárias no Banco Macro por não realizar auditorias contra a lavagem de dinheiro. No entanto, o banco alegou ter cumprido todas as exigências regulatórias e a suspensão foi levantada uma semana depois.
Em 2017, Jorge Horacio Brito, Diretor e Presidente do Banco Macro, renunciou após ser implicado em casos de corrupção e lavagem de dinheiro. Sua renúncia levou a uma queda de 13,43% nas ações do Macro, uma vez que ele estava envolvido em uma investigação de corrupção relacionada à lavagem de dinheiro. Em 2020, Jorge Brito voltou a ocupar seu cargo histórico no conselho do banco.